# 721 Tabora

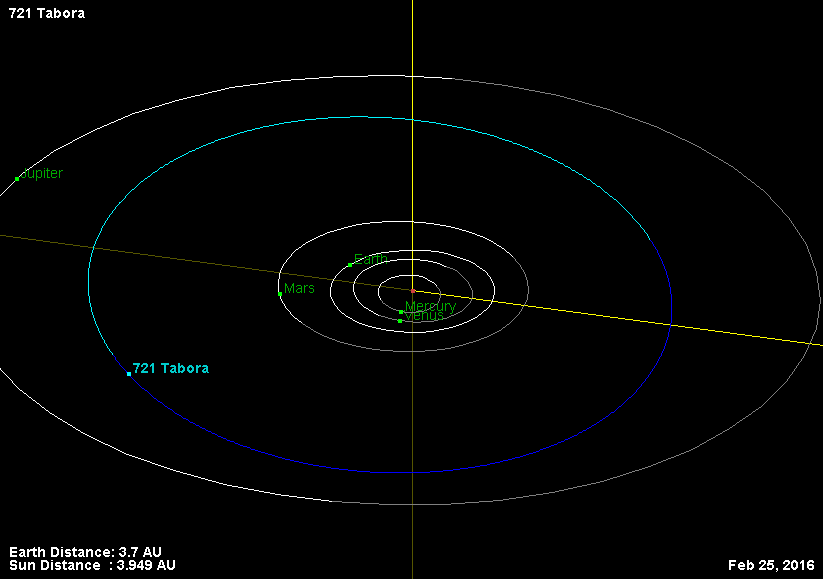
O asteroide (721) Tabora percorre sua trajetória orbital no espaço, situando-se dentro da órbita do sistema solar

Tabora (asteroide 721) é um asteroide da cintura principal com um diâmetro de 76,07 quilómetros, a 3,1730416 UA. Possui uma excentricidade de 0,1083926 e um período orbital de 2 452,17 dias (6,72 anos).
Tabora tem uma velocidade orbital média de 15,78852947 km/s e uma inclinação de 8,34329º.
Este asteroide foi descoberto em 18 de Outubro de 1911 por Franz Kaiser.